# 六ヶ岳
六ヶ岳（むつがだけ）とは、福岡県宗像地方の鞍手町室木と宮若市龍徳に跨る標高338.9mの山である。崎戸山ともいう。
ここには鞍手テレビ中継局が置かれている。

## 概要
- 宗像三女神が降臨したという神話が伝わる。
- 山麓に六嶽神社があり、宗像三女神が祀ってある。
- 山頂からの見晴らしは、宗像市・鞍手町方面には響灘・玄界灘、北九州市・下関市方面には北九州工業地帯が、直方市・田川市方面には英彦山が見える。
- 名の由来は山塊の頂が「朝日（旭）、天山、羽衣、高祖、崎門、出穂」の六峰から構成されているためである。
- 山麓から流れる水は、ミネラル分が豊富で、長く地元民から愛されている。